# Джайтугідева
Джайтугідева — індійський правитель Малави з династії Парамара.

## Правління
За часів його правління Малава стикнулась із вторгненнями царя Сеунів Крішни, делійського султана Балбана та вагхельського принца Вісаладеви. Останній навіть увійшов до столиці Парамара, міста Дхар, та взяв данину з його правителя. Ті рейди значно похитнули могутність Парамара.